# 通用規範漢字表
『通用規範漢字表』（つうようきはんかんじひょう、簡体字 《通用规范汉字表》、拼音: Tōngyòng Guīfàn Hànzì Biǎo）は中国の教育部と国家語言文字工作委員会が共同で作成した正書法の規範とする漢字表。一般教育に必要な一級字3500字、出版等のためにさらに必要な二級字3000字、人名、地名、科学技術、文語文などに必要な三級字1605字の合計8105の簡体字を基準にした漢字を収録し、2013年から使用されている。

## 概要
2000年に実施された『中華人民共和国国家通用語言文字法』を貫徹し、新しい情勢の下、社会の各領域において、漢字の応用に必要となる重要漢字規範として国務院より2013年6月5日に通達され、それまで規範とされてきた『現代漢語通用字表』（1988年）、『現代漢語常用字表』（1988年）、『印刷通用漢字字形表』（1965年）、『簡化字総表』（1986年）、『第一批異体字整理表』（1955年）に代えて即日使用開始された。従来の規範表5つをひとつにまとめたことは、本表の特徴のひとつである。
収録漢字は使用頻度や必要性によって、一級字3500字、二級字3000字、三級字1605字とレベル分けが行われた。級を分けることで、教育から学術出版まで、異なる需要に対応している。計8105の漢字には通し番号が付けられているが、これらは級ごとに分けた上で、総画数、筆画の方向、部首の順に配列されている。筆画の方向による配列は、現代中国の字書によく使われ、規範化されているもので、同じ画数であれば筆使いが「一丨丿丶乛」の順に並べるもの。一級字の数は1988年に言語教育などの目的で国家語言文字工作委員会と国家教育委員会から発布された『現代漢語常用字表』の3500字（常用字、次常用字の合計）と総数が一致するが、一部に出入りがある
それまで規範とされていた1988年の『現代漢語通用字表』に収められた7000字と比べると、1143字が追加され、38字が削除された結果、総数が1105字増え、特に地名、人名、科学技術、文語文などの表記に必要な漢字が多く収録された。増加した漢字の中には、従来の字典に未収録であった漢字や文字コード化されていなかったものも含まれる。Unicodeにはすでに約7万の漢字系文字がコード化されているが、これに未収録の字が、新たに作られた簡体字の字体など、111字含まれるため、今後追加が行われると見られる。
従来通りの簡体字による表記を目的にまとめられており、繁体字の復活使用はさせない。参考として、規範とする簡体字に対応する繁体字や、それ以外の異体字がある場合は、付表『規範字と繁体字、異体字対照表』で対比して明示された。この対照表の繁体字や異体字は収録字数8105字には数えられていない。この付表は1964年に発表され、最終的に1986年に修正された『簡化字総表』と、1955年に発表された『第一批異体字整理表』に代わる役目を果たす。
規範である普通話の表記を目的としているため、方言の表記に必要な方言字は基本的に収録しない方針であるが、北方方言や呉語などの表記で、文学作品によく使われているものの他、別の地域の方言字でも「4849 啵」のように収録されている例もある。新たに潮州語などで使われる「5792 粿」や広東語で使われる「7156 啫」、「4962 焗」が規範字として収録されたが、これらは広東省周辺から食品名の表記用や美容院での表記用として全国的に広がったために追加されたと見られる。他方で、台湾国語の表記に使われる規範漢字の一部は未収録である。
科学技術用字を全国科学技術名詞審定委員会や中国社会科学院語言研究所が提供したデータをもとに収録した。この中には動植物名も含まれ、「8251 𬶮([鱼喜])（鱚）」のように日本の国字（和製漢字）の用法を元に簡化した字も含まれる。
これまでの規範字表が収録対象としてこなかった固有名詞の表記に用いる漢字について、人名用字は1982年の人口センサスのデータや中華人民共和国公安部のデータ、歴史上の著名人などから選び出し、地名用字は中華人民共和国民政部、国家測絵地理信息局の郷、鎮名や一部の村落名などから選び出したとされ、三級字にはそれぞれ651字、404字が収録された。しかし、実際は後述のように現存する郷、鎮の地名字でも未収録の漢字が散見される。
また、新中国建国から2008年までの小、中学校の教科書に掲載された文語文の用字の多くをコーパスに基づいて三級字などに収録した。
本表で明朝体を用いて例示されている字形は、1965年に発表された『印刷通用漢字字形表』に代えて、印刷の標準字形として扱われる。2009年に公表された意見募集稿では、44字の字形を変更する案が示されていたが、反対意見が多数寄せられたため、見送りとなった。

## 経緯
2000年に実施された『中華人民共和国国家通用語言文字法』は、憲法の下で普通話と「規範漢字」の使用の法的地位を定め、国内言語、文字の統一と少数民族地区の二言語教育の政策的根拠となった。これに基づいて、2001年に新たに規範となる『規範漢字表』作成の検討が始まった。
作成にあたっては以下の6原則が立てられた。
1. 伝統を尊重し、漢字規範の安定性を重視する。
2. 歴史を尊重し、漢字規範の継承性を重視する。
3. 国情と経済社会発展の実需要を尊重し、漢字規範の時代性を重視する。
4. 民意を尊重し、漢字規範の社会性とサービス性を重視する。
5. 漢字発展の客観的規律を遵守し、漢字規範の科学性を重視する。
6. 香港、マカオ、台湾、海外華人の漢字応用と国際的需要を考慮し、文化の多様性と漢字の国際性を重視する[11]。

8年の時間をかけ、それまでに規範とされてきた『第一批異体字整理表』（1955年）、『簡化字総表』（1964年に初めて発表、最終修正は1986年）、『印刷通用漢字字形表』（1965年）、『現代漢語常用字表』（1988年）及び『現代漢語通用字表』（1988年）に収録された漢字の整理、字形の見直し、必要な漢字の追加を行った結果、2009年8月12日に漢字8,300字を収録した『通用規範漢字表（意見募集稿）』として公表され、8月31日までのパブリックコメント募集を開始した。
その後、パブリックコメントとして寄せられた意見を検討し、表の体裁を変更、説明を加えて、2013年6月5日に正式な『通用規範漢字表』が国務院から通達され、即日使用開始された。同時に、それまで規範とされてきた『現代漢語通用字表』、『印刷通用漢字字形表』、『簡化字総表』などの関連する5表はいずれも使用停止となった。
増加した漢字には、固有名詞に使う漢字を中心に、一般の字書に未収録で、読みや用法不明のものも少なからず含まれるため、2013年8月29日には、教育部語言文字情報管理局が『通用規範漢字表』に基づいて企画、編纂した『通用規範漢字字典』（主にピンイン順）と解説書『通用規範漢字表的解読』が商務印書館から出版された。また、人民出版社からは『「通用規範漢字表」使用手冊』（主に通し番号順）が出版された。

## 意見募集稿
2009年8月12日に公表された『通用規範漢字表（意見募集稿）』は、一般教育に必要な一級字3500字、出版等に必要な二級字3000字、人名、地名、科学技術、文語などに必要な1800字の合計8300の簡体字を基準にした漢字表となっていた。各漢字は級ごとに分けた上で、総画数、筆画の方向、部首順に配列され、通し番号が付けられた。
統計データを元に必要な漢字を列記した上で、異体字の扱いが考慮された。一般国民の用字習慣を尊重して、主に人名と地名に用いる異体字、例えば『璦琿条約』の「珲」（「琿」）など51字を回復させた。
社会の通用領域では本表に準拠して漢字を使用するが、必要な場合は表外の字を用いても構わず、その場合は、歴史的に通用する字形を用いるとされた。

### 従来の規範との相違点
従来の『現代漢語通用字表』、『簡化字総表』などの規範表と比べて以下の変更が提案された。
1. 『簡化字総表』の原則にのっとり、新たに265字を類推簡化する。
2. 『簡化字総表』で繁体字と扱われ、淘汰させるとした漢字6字[16]の復活[17]、及び異体字であると考えられていた51字[18]を収録。主に科学領域と姓名に用いる。繁体字の全面復活は行わず、類推簡化の原則を明確にし、本表以外の漢字を使用する際は類推して簡化することはしないと明記された。
3. 『簡化字総表』に示されていた簡体字の内、49字[19]は収録されなかった。また、注釈の部分にのみ現れていた「馀（餘）」と「㝉」も未収録。
4. 1965年発表の『印刷通用漢字字形表』に準拠していた『現代漢語常用字表』及び『現代漢語通用字表』で規則が統一されていない44字の字形調整[20]。

### 印刷用字形の変更案
意見募集稿では、下記に該当する漢字44字の印刷用（明朝体）字形を『印刷用通用漢字字形表』のものから変更する案が示された。これは筆記用の字形（楷書）の字形も同様に変更するという意味ではない。
- 「琴」のように「王」が二つ並んだ場合、左の「王」の4画目を「一」ではなく、右上がりに払う。「徵」のように内にある「王」も同様。
- 「巽」のように「巳」が二つ並んだ場合、左の「巳」の最後を横に曲げてから上に撥ねるのではなく、右上がりに払う。
- 「魅」の「未」、「籴」、「衾」などの最後と「茶」や「新」の「木」の最後は「払う」のではなく「丶」のように止める。
- 「杀」、「条」、「茶」、「杂」などの下の部品を「朩（ホ）」ではなく「木」と作る。「朩」の縦棒は「亅」のように鉤となっていたが、縦棒「丨」のままで止める。
- 「恿」の上の「甬」と「瞥」などの「敝」の「冂」の最後に鉤を作らず、縦棒のまま止める。
- 「褥」などの「辱」を「厂」の中に収めて書くのではなく、「辰」と「寸」の上下の組み合わせに変える。「唇」、「蜃」も同様に上下の組み合わせとする。
- 「毂」（轂）を本来の字体、部品に合わせて、「车」（車）の上に1画加える。

以上は前文に表記されているものである。このほか、前文には示されていない変更がいくつかあるが、いずれもデザインレベルでの変更であり、フォント制作者など以外にとっては無視してよいものといえる。
- 「彳」の3画目の起筆位置を2画目の中ではなく、「亻」などと同様に2画目の少し下にする。
- 「女」の3画目の起筆位置を2画目の中ではなく、2画目より上にする。女偏も接し方が異なるが同様。
- 「鬼」の7画目の起筆位置を5画目の下ではなく、「免」などと同様に5画目の中にする。
- 「执」のように旁に「九」あるいは「丸」がきた場合、その1画目の横画部分を右上がりにせず、水平にする。
- 「美」の最も長い横画を6画目（上から三本目）ではなく、7画目（「大」の横画）にする。

### 『簡繁漢字対照表』
1955年の『第一批異体字整理表』及びその後の修正に対して、新たな簡体字と繁体字の対応表『簡繁漢字対照表』が作成され、付された。

#### 対応漢字の変更例
異体字扱いを簡体字・繁体字の扱いに変更
- 「苎（苧）」
- 「伫（佇）」

簡体字と複数の繁体字との対応関係の調整
- 「冲（衝）」→「冲（沖衝）」
- 「饥（飢）」→「饥（飢饑）」など

## 正式表
2013年6月5日に国務院から通達され、それまで規範とされてきた『現代漢語通用字表』、『印刷通用漢字字形表』などの関連規範表5種に代えて、即日使用開始された。

### 意見募集稿との相違点
- 漢字の総数は8300字から233字が削られ、新規に38字が追加された結果、8105字に減った。
- 意見募集稿になかった漢字が2級に9文字、3級に27文字の計36字が追加収録された。
- 意見募集稿時に示された漢字の内、計8文字の等級が変化した。
- ピンイン順の『簡繁漢字対照表』に代えて、収録番号順に3820の規範字と繁体字または異体字の関係を記した『規範字と繁体字、異体字対照表』が付され、異体字との関係が明確になった。
- 本文の最後に示していた、字の用法に関する注釈は8字[22]を除いて、『規範字と繁体字、異体字対照表』に統合し、注釈の形式も繁体字を主体に置くように変わった。注釈が付いた字数は68字から、本表8字＋対照表52字の計60字となった[23]。
- 異体字扱い取りやめ候補6字の内、「濛」と「硃」は取り消されて、復活しなかった。
- 意見募集稿時に示された「琴」などの漢字44字の字形変更は取りやめとなった[24]。
- 意見募集稿の説明に示されていた、1986年の国務院指示に従い「本字表以外の字は、もう類推簡化しない」という文言が消されたため、本表以外漢字の簡体字処理をどうするかは不明である。
- 意見募集稿の『簡繁漢字対照表』に示されていた「繁体字の字形はまだ規範としていない」という文言が消されたが、対照表に示された繁体字の字形の規範性は不明である。

### 追加字

#### 二級
3658 㧐、3848 㧟、4138 荮、4546 䥽、4853 唰、5177 赕、5472 嗍、5693 䁖、5792 粿

#### 三級
6502 尢、6514 冮、6555 玒、6559 刬、6605 伲、6780 垵、6929 琊、7056 浭、7152 䴕、7156 啫、7192 偰、7198 㿠、7219 𠅤([亠/思])、7227 阌、7545 筦、7619 缞、7629 墕、7668 䴗、7689 鹙、7703 鲗、7719 鲝、7723 漖、7794 皛、7795 䴘、7816 𪷁（澂）、7960 䲠（鰆）、7964 鲿、8029 䴙、8084 鳣

### 級の移動

#### 三級から二級へ
3839 坫（旧6677）

#### 二級から三級へ
6563 扽（旧3652）、6705 舠（旧3969）、6729 祊（旧4050）、6886 浈（旧4336）、6955 䓖（旧4445）、7725 漤（旧5798）、7819 潽（旧6003）

### 削除
意見募集稿から消えた字数は233字である。ほとんどが第三級から消えているが、第二級から消えた字に「磺（旧6071）」と「挢（旧4103）」がある。
- 「磺」は「硫磺」や「磺酸」などの鉱物、化学用語に多用されているが、「黄」などとの異体字などの扱いについての注記は付けられていない。

削除された字を『康煕字典』の214部首別で見ると、玉部が40字、女部が39字と多く、人名に使われた俗字や稀少字が省かれたと見られる。また、地名字として使われる邑部の字も14字が削除された。画数別では、12画の字が31字で最も多く、削除字の平均画数は11.68画。

#### 地名字
- 𬪍([贸阝])（旧7316。鄮） - 浙江省寧波市周辺の地名字として用例が散見される。
- 𧒽([虫雷])（旧8221） - もともと「黄沙蜆」ともいう、タイワンシジミに似た淡水から汽水産の二枚貝の一種を表わす広東方言字であるが、仏山地下鉄の𧒽([虫雷])崗駅の名称にも使われている[25]。
- 栘（旧7032） - 雲南省でバラ科ドキニア属の植物の地方名「栘衣(duōyī)」やこれにまつわる地名によく使われている。
- 殽（旧7525） - 『左伝』秦晋殽之戦などの用例がある地名字であるが、「淆」の異体字扱いとなった[26]。

#### 異体字
姓名に見られる「濛」（旧8069）（例えば、王濛）は「2859 蒙」の繁体字の一つと処理され、「砦」（旧7245）は「3171 寨」の異体字と処理され、削除された。また、「曏」（旧7921）は以前という意味のため「向」の異体字とはしないと明記されていたが、異体字扱いとなった。

#### 普通話以外の用字
普通話の表記用字という原則によって削られたと見られる字もある。
- 揾（旧7409） - 『現代漢語常用字表』に収録。広東語方言字として多用される。
- 樋（旧7802） - 和製漢字。日本の人名、地名以外に、樋屋奇応丸が香港、台湾でも売られているなど、中国語文書でも一定の用例がある。

### 字体の変化

#### 配置の変化
6837 耑 - 旧6890 峏と比べて、左に置かれた部首を、上に置くように変更された。実際は異体字ではなく、別字を収録したものと考えられる。

#### 画数の変化
5364 毂 - 旧5640の車の上の一を取り、14画から13画に変更。

### 従来の規範表との相違点
- 1988年の『現代漢語通用字表』の7000字と比べて総数が1105字増えた。特に地名、人名、科学技術、文語文などの表記に必要な漢字など1143字が追加収録されたが、使用頻度が低いことを理由に削除された漢字も38字[30]ある[31]。
- 1964年発表、1986年修正の『簡化字総表』には簡体字が2235字収録されていたが、この表に収録の文字の内、使用頻度の低い31字[32]は収録されなかった[33]。他方、新たに収録された類推簡化字が226字ある。
- 1965年発表（6196字）の『印刷通用漢字字形表』よりも新しい1988年の『現代漢語通用字表』（7000字）に準拠した字形を採用し、一部に微妙なデザイン上の修正を行った。
- 『規範字と繁体字、異体字対照表』に『第一批異体字整理表』での扱いから変更されたものが71字ある。

## 画数
- 本表で最も画数が少ない字は1画の「0001 一」と「0002 乙」で、最も画数が多い字は36画の「6500 齉」である。27画以上の字は、ほかに30画の「6499 爨」のみ。
- 第一級字で最も収録字数が多い画数は9画で414字、第二級字で最も収録字数が多い画数は11画で332字、第三級字で最も収録字数が多い画数は11画で184字、全体で最も収録字数が多い画数は9画で899字。
- 第一級字の平均画数は9.70画、第二級字の平均画数は11.75画、第三級字の平均画数は11.99画、全体の平均画数は10.91画。
- なお、おおざと、こざとへん（阝）、きにょう（鬼）など、日本と画数の数え方が異なる字があるが、本表に示された画数による。

## 部首別
- 収録字を『康煕字典』に準じた214部首に当てはめると、最も多いのは水部の字で484字ある。次いで艸部が406字、口部363字、木部359字、手部300字と続く。学術用字を充実させた結果、従来の文字コードや漢字表では収録が乏しかった魚部は117字、鳥部は97字と比較的多く収録されている。また、化学用字や人名用字として金部の字や地名用字としての邑部の字も増えた。

## 電算処理
Unicode 1.0の『CJK統合漢字』に7829字、Unicode 3.0の拡張Aに77字、Unicode 3.1の拡張Bに36字、Unicode 5.2の拡張Cに44字、Unicode 6.0の拡張Dに8字、Unicode 8.0の拡張Eに108字、Unicode 8.0のCJK統合漢字の末尾に3字である。なお、『規範字と繁体字、異体字対照表』に見える繁体字と異体字は全てUnicodeに収録されている。

## 未収録字の例
現代中国語でも用例が認められる漢字であっても、意見募集稿にも正式表にも上がらなかった字もある。『通用規範漢字表』の説明文で、本表は言語生活の発展、変化や実際の需要に応じて、随時必要な補充、調整を行うとしているので、以下に例を挙げる。

### 科学技術用字
[王达]（㼀）、㹴、莍、𥿝([代/糸])、𫚐([鱼央])（䱀）、𫚔([鱼回])（鮰）

### 地名用字

#### 中国大陸
垅、屲、垇、𪤆([土扇])、㴎、㵲、[氵鲜]（㶍）、[石太]、[王鲁]、竜、碁、攩、荍、遶、[兒鸟]（鶂）、𨻧([阝留])、㯊、甽

#### 台湾
塭、𡶛([山卡])（峠）、舺、鯓

#### 香港
乪、䃟

#### マカオ
𠵼([口孟])

### 卑猥語
屌、屄、肏

### 一般語
〇、跩

### 台湾国語用字
矽、傚、啗、妳、梱、搾、祂、兛、碁、砈、搧、癒、煖、酜、醣、鉼、鈽、鍅、錼、鎚、鑐、鋂、鉳、鉲、鑀、[舟必]

### 方言字
冇、冚、冧、蚵、捱、傢、𤆵([火巴])、ビャンビャン麺のbiang

### 日本用字
丼、咲、堀、堺、塀、畑、畠、冴、笹、栃、辻、込、瑠、扱、捗、峠、枠、匂

### 人名用字
贠、珮、琍、瑯、璿

### 民族名など
僜、佉、嚈

### インターネット用字
囧、槑、烎

## 『規範字と繁体字、異体字対照表』
『通用規範漢字表』の正確な使用、古書の閲覧や台湾、香港、マカオとの交流の便を図るための参考用として付属文書1『規範字と繁体字、異体字対照表』（『规范字与繁体字、异体字对照表』）が添付された。これは『通用規範漢字表』とセットで使うもので、『通用規範漢字表』に収録の3120字に対して、繁体字計2574字（2546組）、異体字計1023字（794組）の字体が示されている。簡体字と繁体字が一対一の対応をさせられない96組については分けて取り扱っている。表をまとめたことにより、従来、例えば「並」の字を『第一批異体字整理表』は「并」の異体字とし、『印刷通用漢字字形表』は規範字としていたような、個別の矛盾も整理された。

### 意見募集稿との相違点
- 意見募集稿の『簡繁漢字対照表』では示されなかった、異体字の関係も一緒に収録した。
- 簡体字となっている字が繁体字ともともと別字でもある場合は、繁体字の欄にそれを示し明確にした。（意見募集稿では「*」を付記。）
- 字の用法に関する注釈は、意見募集稿では本文の表の最後に示していたが、8字を除いて、この対照表に統合した。
- 『簡繁漢字対照表』ではピンイン順に配列していたものを、『通用規範漢字表』の番号順に変更した。
- 『簡化字総表』に見えるが収録しない簡化字が49字から31字に減った[86]。
- 『簡繁漢字対照表』で簡繁関係に変更された「伫（佇）」を従来通り「伫[佇竚]」の異体字関係に戻した。
- 『簡繁漢字対照表』で変更された「冲（沖衝）」を、従来通りの「冲（衝）」に戻した。

### 『簡化字総表』との相違点
1986年の『簡化字総表』と比べると次の変更が行われた。
- 異体字があるものは、同列に対照できるようにした。
- 配列は、用法別、部品の発音（ピンイン）順から、『通用規範漢字表』の番号順（級別、画数、筆画順）となった。
- 31字[32]が削除された。
- 新たな類推簡化字226字が繁体字と対照して収録された。内、166字は『新華字典』と『現代漢語詞典』に収録されたことがある簡化字である。1986年に国務院から、字体を安定させる観点から類推簡化は慎重にするように通達が出ているが、必要な追加が行われたものである。
- 上記の新たな類推簡化字以外に、新たな繁体字との対応が2組[89]収録された。

### 『第一批異体字整理表』との相違点
1955年の『第一批異体字整理表』と比べると、下記の相違点がある。
- 簡体字を基準にし、繁体字があるものは、同列に対照できるようにした。
- 配列は発音（ピンイン）順から、『通用規範漢字表』の番号順（級別、画数、筆画順）となった。
- 29字[91]について、異体字から規範字に改めた。内、6字[92]は1995年の『第一批異体字整理表に関する聯合通知』[93]以降の新たな変更である。
- 42字[94]について、特定の意義、読み、用法において、規範字に改めた。内、39字[95]は1995年の『第一批異体字整理表に関する聯合通知』以降の新たな変更である。
- 3字[96]は1986年に異体字から規範字にした後、今回異体字に戻した。（『第一批異体字整理表』のまま）
- 10組[97]について、もとの異体字と規範字（繁体字）を入れ替えた。
- 1件について、異体字2組を1組にまとめた[98]。
- 異体字6字[99]について、例示から外した。

### 台湾などの標準字体との関係
本表に掲載の繁体字や異体字には、下記の例のように字体、位置づけ、収録字の上で多くの不備が見られ、特に台湾、香港等の学校教育で規範とされている『常用国字標準字体表（常用國字標準字體表）』などの字体（「標準字」や「正体字」と呼び、中国で例示している「繁体字」と区別することもある）と異なる字を掲載していたり、字体が異なる字が例示されていない点は、『規範字と繁体字、異体字対照表』の説明文にある台湾、香港、マカオとの交流の便を図るための参考用としては、問題が多い。これらの多くは、『第一批異体字整理表』や『簡化字総表』から改善されないままの不備であり、台湾、香港等の教育省庁の資料を参照せずに作った結果である。下記の例は、共通する部品を含む字についてもほぼ同様の状況となっている。
台湾、香港の標準字ではない字体を掲載しているもの
- 0165「为」が「為」ではなく「爲」。
- 2796「谣」が「謠」ではなく「謡」（日本の「謡」とは1画違い）

台湾、香港の標準字でなく、日本の字体となっているもの
- 0522「产」が「產」ではなく「産」。（3画目と4画目の交差）
- 0650「壳」が「殼」ではなく「殻」。（6画目の一）
- 3285「颜」が「顏」ではなく「顔」。（3画目と4画目の交差）
- 1762「绝」、2872「赖」など、旁に「色」や「負」を含む字の上を「刀」ではなく「ク」と作っているもの。

簡体字が標準字と異なるが未記載。（Unicodeでも別コード）
- 0170「户」に対し「戶」
- 0426「吕」に対し「呂」
- 0508「争」に対し「爭」
- 0642「抛」に対し「拋」
- 0718「吴」に対し「吳」。（2922「蜈」はUnicodeで包摂。）
- 0764「秃」に対し「禿」
- 0790「囱」に対し「囪」
- 1037「卧」に対し「臥」
- 1806「换」に対し「換」。3744「奂」なども同様。
- 2129「剥」に対し「剝」
- 2201「黄」に対し「黃」。3213「横」なども同様。
- 2253「虚」に対し「虛」
- 2388「盗」に対し「盜」
- 2701「奥」に対し「奧」（3302「懊」はUnicodeで包摂。）
- 2757「温」に対し「溫」
- 4000「兖」に対し「兗」
- 4314「彦」に対し「彥」

Unicodeでは包摂されているが、簡体字が標準字と多少異なるもの。
- 0052「及」は3画（で日本と同じ）に対し標準字「及」は4画で、1画多い。（0431「吸」なども同様。）
- 1573「鬼」に対し標準字は「鬼」で、1画多い。
- 草冠は簡体字は3画の「艹」であるが、標準字は4画の「艹」

台湾、香港の標準字を異体字と記載するもの
- 0059「尸」に対し「屍」
- 0145「凶」に対し「兇」
- 0290「册」に対し「冊」
- 0428「吊」に対し「弔」
- 0537「污」に対し「汙」（台湾の場合。香港は「污」）
- 0568「异」に対し「異」
- 0577「奸」に対し「姦」
- 0864「汹」に対し「洶」
- 1685「恒」に対し「恆」
- 1770「艷（艳）」に対し「豔」
- 2367「猫」に対し「貓」
- 2375「减」に対し「減」[101]
- 2839「携」に対し「攜」
- 3244「踪」に対し「蹤」
- 3290「潜」に対し「潛」
- 3947「牦」に対し「犛」

よく見られる異体字が掲載されていないもの
- 0438「回」の異体字「囘、囬」
- 1832「真」の異体字「眞」（3256「真」）
- 2871「概」の異体字（康煕字典体）「槪」
- 3075「熙」の異体字（康煕字典体）「煕」
- 2962「躲」に「朶」を含む異体字(躱)がなく、0497「朵」や1388「垛」と不統一。

多音、多義字の未整理、未記載。
- 0957「拓」に対する「搨」
- 2398「着」に対する「著」